# Potok Starowiejski (dopływ Sowlinki)
Potok Starowiejski, Starowiejski – potok, lewy dopływ Sowlinki o długości 2,8 km i powierzchni zlewni 3,15 km².
Liczne cieki źródłowe znajdują się na północnych zboczach Pasma Ostrej w Beskidzie Wyspowym, na odcinku od Cichonia do Ostrej. Najwyżej położony ciek wypływa pod Przełęczą Ostra-Cichoń na wysokości około 780 m. Potok spływa w kierunku północnym, następnie północno-wschodnim przez Starą Wieś. Powyżej Golcowa uchodzi do Sowlinki jako jej lewy dopływ. Na niektórych mapach jednak odcinek potoku przez Starą Wieś nadal nazywany jest Potokiem Starowiejskim i jego nazwa zmienia się na Sowlinkę dopiero od ujścia potoku Jabłoniec